# Hideo Shima
Hideo Shima (島 秀雄, Shima Hideo, Osaka, 20 de mayo de 1901 - Tokio, 18 de marzo de 1998) fue un ingeniero japonés, considerado como la fuerza impulsora detrás de la construcción del primer tren bala de la historia, el Shinkansen.

## Carrera en el JNR

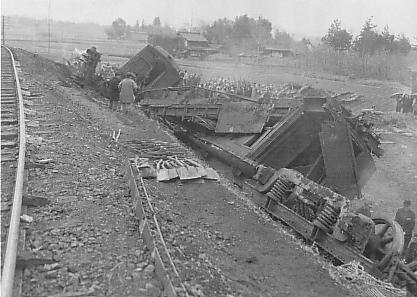
Descarrilamiento en la Línea Hachikō, 1947

Shima había nacido en Osaka en 1901, y se formó en la Universidad Imperial de Tokio, donde estudió ingeniería mecánica. Su padre era parte de un grupo de funcionarios que habían desarrollado la emergente industria ferroviaria de Japón. Se incorporó al Ministerio de Ferrocarriles (Ferrocarriles del gobierno japonés) en 1925, donde, como ingeniero de material rodante, diseñó locomotoras de vapor. Utilizando nuevas técnicas para equilibrar las ruedas motrices y los nuevos diseños de engranajes de válvula, ayudó a diseñar la primera locomotora de 3 cilindros de Japón, la clase C53, que se basaba en la clase C52 importada de los Estados Unidos.
También participó en el diseño y la fabricación de un automóvil estándar que fue producido en masa cuando estalló la Segunda Guerra Mundial. Esta experiencia ayudó en el rápido crecimiento de la industria automotriz japonesa después de la guerra.
El descarrilamiento de la línea Hachikō en 1947 fue un punto de inflexión en su carrera. JGR aprovechó la oportunidad para obtener el permiso de SCAP para modificar todos los automóviles de pasajeros de madera (aproximadamente 3,000 estaban en uso en ese momento) a una construcción de acero en pocos años.
Shima también participó en el diseño y desarrollo de las locomotoras de vapor de clase C62 y clase D62 para trenes expresos de pasajeros y trenes de carga de servicio pesado, respectivamente. Fue durante estos años que se le ocurrió una innovación que luego se emplearía en los trenes bala: el uso de trenes impulsados por motores eléctricos en los vagones individuales, en lugar de hacerlo por un motor en la parte delantera ("potencia distribuida múltiple -sistemas de control de unidades ").
A medida que avanzaba la carrera de Shima, se convirtió en el jefe del departamento de material rodante del ferrocarril nacional en 1948. Pero, después del establecimiento de JNR en 1949, un incendio de un tren en una estación en Yokohama que mató a más de 100 personas el 24 de abril de 1951 lo llevó a renunciar a la tradición japonesa de asumir la responsabilidad. Trabajó brevemente para Sumitomo Metal Industries, pero Shinji Sogō, el presidente de JNR, le pidió que regresara y supervisara la construcción de la primera línea Shinkansen, en 1955.

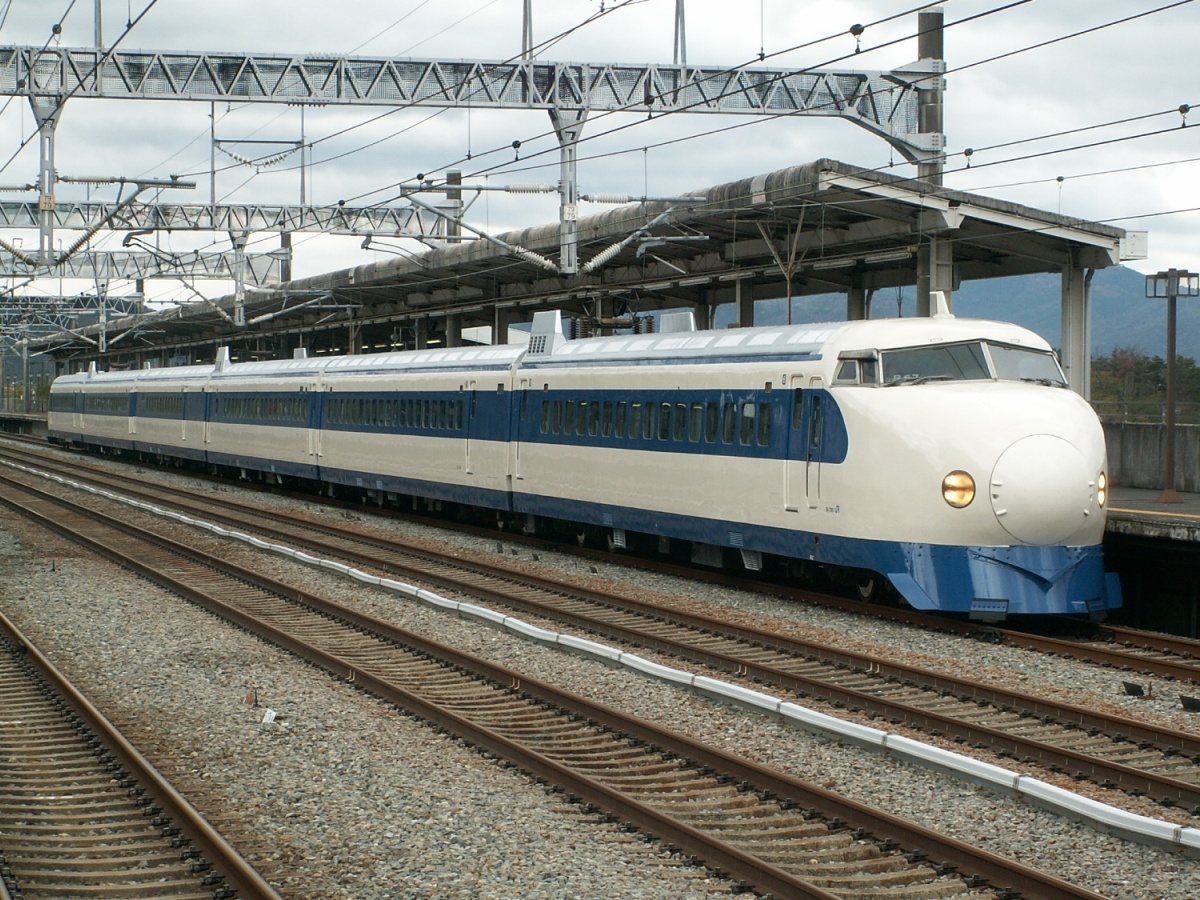
Uno de los trenes originales Shinkansen Serie 0

Además de su innovador sistema de propulsión, el Shinkansen también introdujo características como suspensión neumática y aire acondicionado. El equipo de Shima diseñó el elegante frente en forma de cono del que el tren bala recibió su nombre. El coste de la primera línea Shinkansen le costó a Shima su trabajo. La construcción de la primera línea, que necesitaba 3.000 puentes y 67 túneles para permitir un camino despejado y en gran medida recto, condujo a sobrecostos tan grandes que renunció en 1963, junto con el presidente, Shinji Sogō, que había respaldado las ideas de Shima, incluso aunque la línea resultó ser popular y bien utilizada.

## Después del JNR
En 1969, Shima comenzó una segunda carrera, convirtiéndose en el jefe de la Agencia Nacional de Desarrollo Espacial de Japón (NASDA), desde donde potenció el desarrollo de motores de hidrógeno para impulsar cohetes. Se retiró en 1977.

## Premios
Hideo Shima fue honrado por el Gobierno de Japón cuando el Emperador Hirohito le presentó la Orden del Mérito Cultural. Como uno de los ingenieros más destacados en el Japón de la posguerra, también ha recibido numerosos premios y honores internacionales, incluido el Premio Elmer A. Sperry de la Sociedad Estadounidense de Ingenieros Mecánicos y la Medalla Internacional James Watt (Oro) por Institución británica de ingenieros mecánicos.
A Hideo Shima le sobreviven tres hijos y una hija.